# Iberochondrostoma lusitanicum
La boga portuguesa (Iberochondrostoma lusitanicum), es una especie de pez actinopterígeo de la familia de los ciprínidos.
Es endémica de las cuencas del norte y centro de Portugal, su límite meridional es la cuenca del Sado. En la albufera de Caia, junto a la localidad de Arronches, se encuentra uno de los mayores y más importantes viveros naturales de esta especie.
Vive habitualmente en locales de agua con alguna corriente, puede medir hasta 30 cm y pesar hasta 400 o 500 g. Vive alrededor de los 10 años y madura a los 2 o 3 años de edad.
Se alimenta de invertebrados, particularmente de moluscos, larvas de insectos y algunas plantas y pequeñas algas. La boga portuguesa efectúa migraciones al inicio de la primavera para desovar en los tramos altos de cursos de agua corriente poco profundos, con lecho arenoso, donde cada hembra deposita entre 1000 y 7000 huevos. Durante la época reproductiva, los machos presentan minsculos tubérculos nupciales por todo el cuerpo.